# David Rosenhan
David Rosenhan, né le 22 novembre 1929 à Jersey City et mort le 6 février 2012 à Palo Alto, est un psychologue et professeur d'université américain. Spécialiste des théories du constructivisme, il est notamment connu pour l'expérience de Rosenhan.

## Biographie
Il fait ses études universitaires à New York, à l'université Yeshiva, où il obtient une licence de mathématiques (1951), puis à l'université Columbia, où il obtient un master en économie (1953) et un doctorat en psychologie (1958). Il enseigne dans plusieurs universités, Swarthmore College, Princeton, Haverford College, et l'université de Pennsylvanie. En 1971, il est nommé professeur de droit et de psychologie à l'école de droit de l'université Stanford, poste qu'il occupe jusqu'à sa retraite en 1998. Il s'intéresse aux apports des sciences sociales, et notamment de la psychologie pour certains aspects du droit, notamment au comportement des jurés dans le cadre d'un projet de la faculté de droit de l'université de Chicago.

## L'expérience de Rosenhan
Pour la recherche publiée en 1973 dans la revue scientifique Science, sous l'intitulé « On Being Sane in Insane Places », Rosenhan souhaite étudier la distinction entre santé mentale (Sanity) et aliénation mentale (Insanity) et la possibilité de distinguer ces deux états. Rosenhan et sept autres chercheurs se sont fait admettre en tant que patients dans douze hôpitaux psychiatriques différents, sur une période de trois ans. Pour se faire admettre, le chercheur alléguait divers troubles, prétendant entendre des voix ou se plaignant d'un sentiment de vide, sans aucun élément pathologique sérieux. Dès son admission et selon le protocole déterminé pour l'expérience, le chercheur affirmait ne plus entendre ses voix et agissait d'une façon normale, se montrait coopérant, parlait avec soignants et les patients, jetait ses médicaments dans les toilettes sans se dissimuler, escomptant que le personnel de l'hôpital verrait l'évolution et mettrait en doute le diagnostic qui avait causé son admission. Cependant, aucune remise en question du diagnostic préalable ne s'est jamais produite, alors que plusieurs patients avaient pour leur part remarqué que les chercheurs prenaient constamment des notes et supposaient qu'ils étaient des journalistes réalisant une enquête. 
Tous les chercheurs sortirent de l'hôpital, après des séjours de 7 à 52 jours, avec une moyenne de 19 jours, avec un diagnostic de « schizophrénie en rémission », donc en étant considérés comme des patients non guéris. Rosenhan se base sur cette expérience pour affirmer qu'il n'est pas possible, dans un hôpital psychiatrique, de distinguer les patients en bonne santé mentale des patients malades. Cette expérience a reçu divers prolongements, notamment une expérience dans laquelle les soignants devaient démasquer des patients imposteurs introduits par Rosenhan dans leur service. Bien que Rosenhan n'ait envoyé aucun imposteur, un certain nombre de patients furent considérés comme des imposteurs par un psychiatre. Par cette expérience, Rosenhan souhaitait mettre en évidence que la possibilité qu'un médecin diagnostique qu'une personne bien portante était malade était plus grande que la possibilité inverse, alors que le diagnostic de schizophrénie en rémission pouvait avoir des conséquences sociales et personnelles préjudiciables pour l'individu.

## Distinctions
- Président de l'Association américaine de psychologie (APA)
- Président de l'American Psychology-Law Society
- Membre de l'American Psychological Society (APS)

## Publications
- Abnormal psychology, avec Martin Seligman, New York: Norton, 1984.
- On being sane in insane places, Science, vol. 179, janvier 1973, p. 250-258.
- Theory and research in abnormal psychology, avec Perry London, New York, Holt, Rinehart and Winston, 1969.
- Foundations of abnormal psychology, avec Perry London, New York, Holt, Rinehart and Winston, 1968.